# جبل قيال
تسمى قيال اختصارًا أو جبل قيال أحد جبال منطقة الجوف شمال المملكة العربية السعودية. يحتوي الجبل على مجموعة من النقوش والرسومات النبطية والإسلامية.

## الوصف
تم اكتشاف إحدى الحاميات النبطية في جبل قيال التي يقع إلى الشمال الشرقي من مدينةسكاكا وعلى مسافة 12 كيلو متر منها. في شهر نوفمبر عام 2011 قام فريق المشروع السعودي الإيطالي الفرنسي للآثار بإجراء أعمال للتنقيب والبحث عن الآثار في محافظة دومة الجندل والمواقع المحيطة بها، وقام الفريق بالتنقيب في موقع قيال، وتم العثور ولأول مرة على نقوش عربية إسلامية مبكرة تعود إلى القرن الأول الهجري، وتذكر إحدى النقوش العديدة المكتوبة بالخط النبطي والثمودي التي كان يرافقها الرسوم الصخرية الرائعة بلوحاتها المعبرة عن نمط الحياة في العصور القديمة.